# المسيحية في جزر سليمان

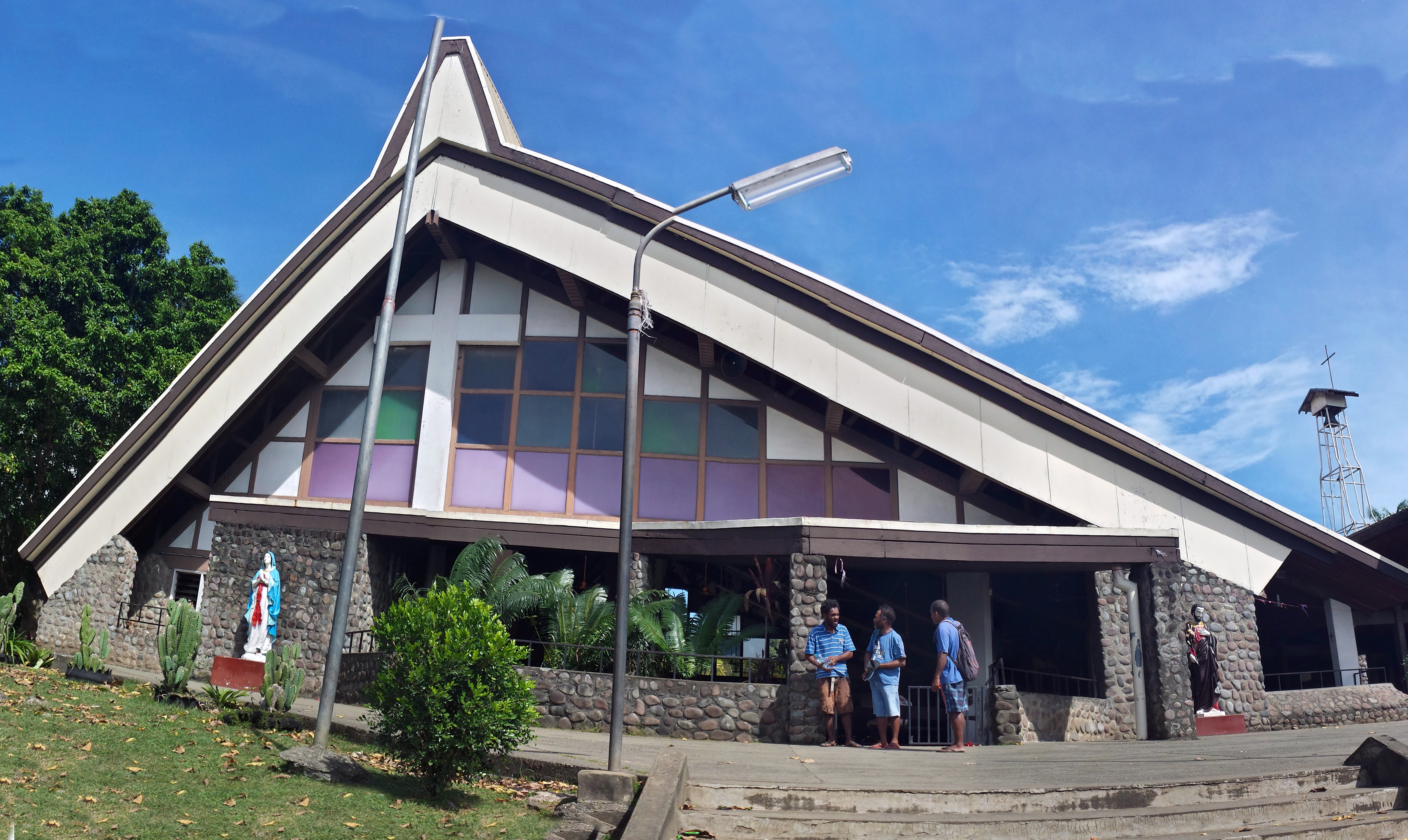
كاتدرائية الصليب المقدس الكاثوليكية في مدينة هونيارا.

تُشكل المسيحية في جزر سليمان أكثر الديانات إنتشاراً بين السكان، وفقاً لتقديرات مركز بيو للأبحاث عام 2010 حوالي 97.5% من السكان من المسيحيين، وينتمي معظمهم إلى المذهب البروتستانتي. وتأتي في مقدمة الكنائس المسيحية الكنيسة الأنجليكانية مع حوالي 35% من السكان؛ ويليهم الرومان الكاثوليك مع حوالي 19% من السكان، وأتباع الكنيسة الإنجيلية مع حوالي 17% من السكان، والميثودية مع حوالي 11% من السكان، والسبتيين مع حوالي 10% من السكان.
دخلت المسيحية إلى جزر سليمان في القرن التاسع عشر وأوائل القرن العشرين من قبل المبشرين الذين جلبوا المسيحية الغربية. يواصل بعض المبشرين الأجانب العمل التبشيري في الجزيرة. بإستثناء الكنيسة الرومانية الكاثوليكية، حيث ما يقرب من 45% من رجال الدين الكاثوليك هم من الأجانب، فإن رجال الدين في الكنائس البروتستانتية أغلبيتهم الساحقة من السكان الأصليين.

## تاريخ

### خلفية تاريخية

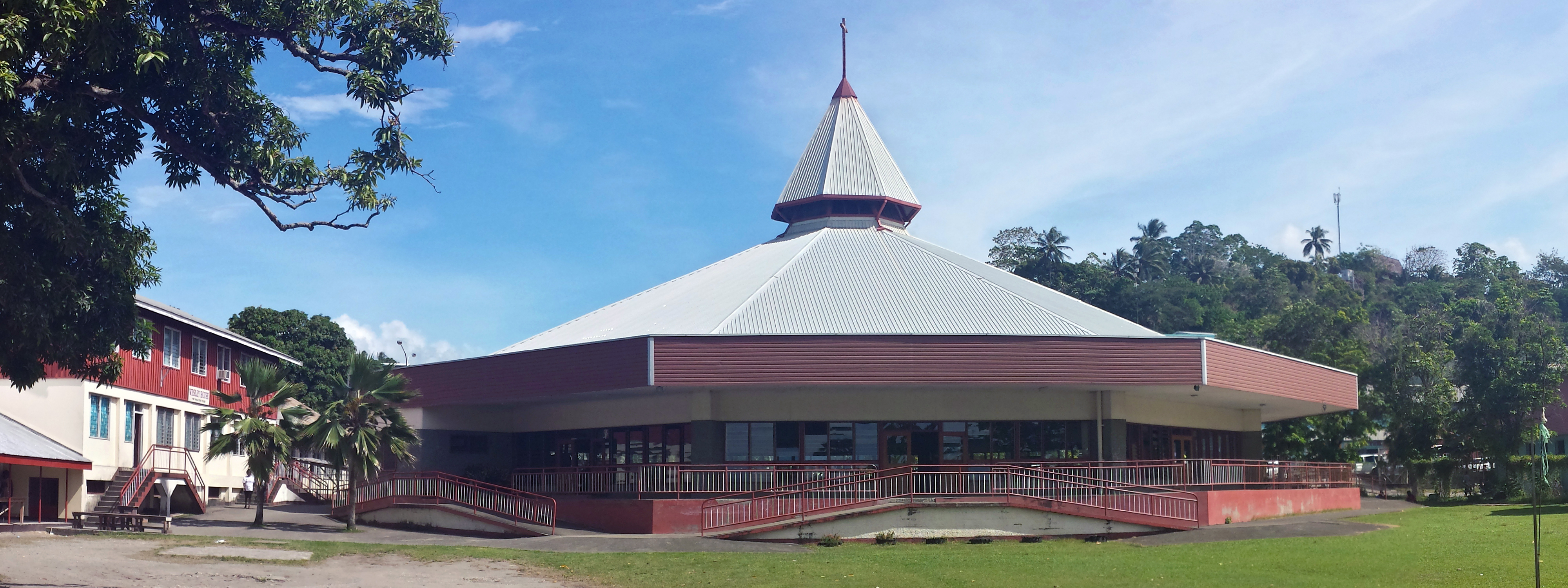
كنيسة ويسلي المتحدة في مدينة هونيارا.

في أواخر القرن السادس عشر وأوائل القرن السابع عشر حاول الإسبان الإستيطان جزر سليمان ولكنهم فشلوا. وبدأ المبشرون المسيحيين بزيارة جزر سليمان في القرن التاسع عشر. وفي عام 1899، أضيفت الجزر الشمالية إلى المحمية في إطار اتفاق ألماني بريطاني وبموجبه تنازلت ألمانيا عن الأجزاء التي كانت تحتلها في جزر سليمان في مقابل اعتراف المملكة المتحدة بإدعاءات ألمانيا في تملك ساموا الغربية؛ وفي 1900 تكونت محمية جزر سليمان ووضعت تحت ولاية اللجنة العليا لغرب المحيط الهادئ ومقرها فيجي، واستقر المبشرون المسيحيون في جزر سليمان، وقاموا بتحويل أغلب السكان إلى المسيحية. المسيحيون في جزر سليمان، يختنون ذكورهم في الغالب رغم أن شريعة الختان قد أسقطت في العهد الجديد أي أن مختلف الكنائس لا تلزم أتباعها بها، حيث أن الغالبية من مسيحيين جزر سليمان الذكور مختونين لأسباب ثقافية.
تأسست الكنيسة الأنجليكانية من قبل جورج سلوين في عام 1849 وترأسها في البداية أسقف ميلانيزيا. وكانت واحدة من السمات المهمة للحياة الدينية في المنطقة وعلى مدى سنوات عديدة هي سفينة البعثة المعروفة باسم الصليب الجنوبي. وقد أسس المبشرون وهم في الأساس من خريجي أوكسبريدج والمدارس العامة، قواعدهم التبشيرية في جزيرة نورفولك، مما جعل علماء ميلانيزيا هناك يتعلمون المسيحية حتى تم إغلاق المدرسة في عام 1918. كما وقاموا في ترجمة الكتاب المقدس إلى اللغات المحليَّة. ويتبع الكنيسة الأنجليكانية حوالي ثلث سكان الجزر، أي حوالي 200,000 شخص. وهناك ما يزيد قليلا عن 90,000 من الكاثوليك في جزر سليمان أي حوالي ربع مجموع السكان. وتنقسم الكنيسة الكاثوليكية المحلية إلى ثلاث أبرشيات وهي أبرشية هونيارا، وأبرشية جيزو وأبرشية أوكي. وأرسلت الكنيسة الكاثوليكية في جزر سليمان وفداً من الشباب الكاثوليكي لأول مرة في أيام الشبيبة الكاثوليكية العالمي عام 2008 عندما عُقد في مدينة سيدني الأسترالية. وينص الدستور على حرية الدين، وتحترم الحكومة بشكل عام هذا الحق في الممارسة. لم تتلق حكومة الولايات المتحدة أي تقارير عن الإساءات الاجتماعية أو التمييز على أساس المعتقد أو الممارسة الدينية في عام 2007.